# Wolfgang Gessenharter
Wolfgang Gessenharter (* 25. Januar 1942 in Kaufbeuren, Allgäu; † 13. Dezember 2019) war ein deutscher Politikwissenschaftler. Er lehrte als Professor an der Helmut-Schmidt-Universität/Universität der Bundeswehr Hamburg  (HSU/UniBw H).

## Leben
Wolfgang Gessenharter begann im Jahr 1961 sein Studium zunächst in den Fächern Latein und katholische Theologie an der Ludwig-Maximilians-Universität München und wechselte nach zwei Jahren an die Albert-Ludwigs-Universität zu Freiburg im Breisgau, wo er von 1963 bis 1968 Politikwissenschaft, Geschichte, Soziologie, Philosophie und Staatsrecht studierte. In den Jahren 1968 bis 1973 war er wissenschaftlicher Assistent an der Universität Freiburg. Er promovierte im Jahr 1972 mit der Dissertation Soziale Umwelt: eine politikwissenschaftliche Begriffsanalyse. Ende der 1970er Jahre trat er in die SPD ein und war zuletzt Mitglied des SPD-Ortsvereins Buxtehude.

## Werk
In Jahren 1973 bis 2007 hatte Wolfgang Gessenharter eine Professur für Politikwissenschaft an der Helmut-Schmidt-Universität inne. Seine Schwerpunkte in Lehre und Forschung waren Demokratietheorie und Politische Kultur, insbesondere Rechtsextremismus und Neue Rechte in Deutschland sowie Partizipation/Bürgerbeteiligung. Gessenharter gilt als einer der prägenden Autoren für den Begriff der Neuen Rechten, die er in einer „Scharnierfunktion“ zwischen Konservatismus und Rechtsextremismus ansiedelt. Er sieht in ihr eine Bewegung, die ein eigenständiges Netzwerk bildet, das nicht dem Rechtsextremismus zuzurechnen sei. Diese Einschätzung wird von Armin Pfahl-Traughber als verharmlosend kritisiert, da viele der von Gessenharter genannten Vertreter der Neuen Rechten sich gegen fundamentale Prinzipien des demokratischen Verfassungsstaates richteten und deshalb zum Rechtsextremismus gezählt werden müssten. Andererseits würde Gessenharter durch Verwendung unscharfer Begriffe demokratische Konservative diffamieren.
Die im Jahr 1978 publizierte Studie zum Thema Ist friedlicher Wandel in Südafrika möglich? am Arnold-Bergstraesser-Institut (ABI) in Freiburg machte ihn und seine Koautoren über die Grenzen der Wissenschaft hinaus bekannt. Seine folgende Studie, eine empirische Analyse der Einstellungen von studierenden Offizieren der Hochschule der Bundeswehr Hamburg sowie von militärischen und zivilen Vergleichsgruppen, ergab, dass circa 10 Prozent der Studenten an der Hamburger Bundeswehrhochschule rechtsautoritäre und antidemokratische Einstellungen hatten. In der Wissenschaft war die Reaktion auf die Studie großteils positiv, andere Pressestimmen hingegen sahen darin einen Angriff auf die Bundeswehr. Seitdem hat sich Wolfgang Gessenharter kontinuierlich mit dem Phänomen des Rechtsextremismus in Deutschland, vor allem mit der intellektuellen Neuen Rechten, auseinandergesetzt und diesem Thema etwa 60 Publikationen gewidmet.
Wolfgang Gessenharter hat eine Reihe von Bürgerbeteiligungen in Hamburg und anderen Städten durchgeführt, darunter in Buxtehude ein Projekt über das Zusammenleben mit Ausländern (1993/94); in Hamburg ein solches über Drogenprobleme am Hauptbahnhof (1998/1999) und ein Projekt über die Erweiterung und Modernisierung der Hamburger Messe (2000) sowie das Schulprojekt Dialogische Selbstbeobachtung an Schulen und in ihrem sozialen Umfeld (1998–2006); in Bremen u. a. ein Projekt mit dem Sportverein Werder Bremen (2004/05).

## Mitgliedschaften
Gessenharter war Beisitzer im Vorstand des Förderkreises Darmstädter Signal.

## Schriften (Auswahl)
- mit Helmut Fröchling (Hrsg.): Atomwirtschaft und innere Sicherheit. Nomos, Baden-Baden 1989.
- Die „Neue Rechte“ als Scharnier zwischen Neokonservatismus und Rechtsextremismus in der Bundesrepublik. In: R. Eisfeld, I. Müller (Hrsg.): Gegen Barbarei. Essays Robert M. W. Kempner zu Ehren. Athenäum, Frankfurt am Main 1989, ISBN 978-3-610-08537-7, S. 424–452.
- mit Helmut Fröchling (Hrsg.): Minderheiten – Störpotential oder Chance für eine friedliche Gesellschaft? Nomos, Baden-Baden 1991, ISBN 978-3-7890-2327-9.
- Kippt die Republik? Die Neue Rechte und ihre Unterstützung durch Politik und Medien. Knaur, München 1994, ISBN 978-3-426-80026-3.
- mit Helmut Fröchling: Neue Rechte und Rechtsextremismus in Deutschland. In: Jens Mecklenburg (Hrsg.): Handbuch deutscher Rechtsextremismus. Elefanten Press, Berlin 1996, ISBN 978-3-88520-585-2, S. 550–571 (online).
- mit Helmut Fröchling (Hrsg.): Rechtsextremismus und Neue Rechte in Deutschland: Neuvermessung eines politisch-ideologischen Raumes? Leske + Budrich, Opladen 1998, ISBN 978-3-8100-2053-6, S. 25–66.
- Zur Funktion neurechter Freund-Feindbilder in Geschichte und Gegenwart der Bundesrepublik. In: Michael Th. Greven, Oliver von Wrochem (Hrsg.): Der Krieg in der Nachkriegszeit. Leske + Budrich, Opladen 2000, S. 197–211.
- Intellektuelle Strömungen und Vordenker in der deutschen Neuen Radikalen Rechten. In: Thomas Grumke, Bernd Wagner (Hrsg.): Handbuch Rechtsradikalismus. Personen – Organisationen – Netzwerke vom Neonazismus bis in die Mitte der Gesellschaft. Leske + Budrich, Opladen 2002, ISBN 978-3-8100-3399-4.
- Extremismus. In: Martin Greiffenhagen, Sylvia Greiffenhagen, Katja Neller (Hrsg.): Handwörterbuch zur politischen Kultur der Bundesrepublik Deutschland. 2. Auflage, Westdeutscher Verlag, Opladen 2002, ISBN 978-3-531-13209-9.
- Die Neue intellektuelle Rechte und ihre Unterstützung durch Politik und Medien. In: Stephan Braun, Daniel Hörsch (Hrsg.): Rechte Netzwerke – eine Gefahr. VS, Wiesbaden 2004, ISBN 978-3-8100-4153-1.
- Mit Thomas Pfeiffer (Hrsg.): Die neue Rechte, eine Gefahr für die Demokratie? VS, Wiesbaden 2004, ISBN 3-8100-4162-9.
- Der Schmittismus der Jungen Freiheit und seine Unvereinbarkeit mit dem Grundgesetz. In: Stephan Braun, Ute Vogt (Hrsg.): Die Wochenzeitung „Junge Freiheit“. Kritische Analysen zu Programmatik, Inhalten, Autoren und Kunden. VS, Wiesbaden 2007, S. 77–94 (Online: Dossier Rechtsextremismus, Bundeszentrale für Politische Bildung (Hrsg.)) 18. Dezember 2007
- Was ist Rechtsextremismus? Zentrale Aspekte eines vielschichtigen Problems. In: Holger Spöhr, Sarah Kolls (Hrsg.): Rechtsextremismus in Deutschland und Europa. Aktuelle Entwicklungstendenzen im Vergleich. Lang, Frankfurt am Main u. a. 2010 (online).
- Bürgerbeteiligung vor Ort als Strategie gegen Rechtsextremismus. Einige Erfahrungsreflexionen. In: Henrique Ricardo von Otten, Manfred Sicking (Hrsg.): Kritik und Leidenschaft. Vom Umgang mit politischen Ideen. transcript, Bielefeld 2011, S. 117–131 (online).
- Chancen und Grenzen von Bürgerbeteiligungen – Theorie und Praxis. In: Stephan Braun, Alexander Geisler (Hrsg.): Die verstimmte Demokratie. Moderne Volksherrschaft zwischen Aufbruch und Frustration. Springer, Wiesbaden 2012, S. 237–246 (online).